# Tage Törning
Tage Evert Törning, född 27 september 1925 i Torpa, Kronobergs län, död 2012, var en svensk målare, tecknare, grafiker.
Han var son till köpmannen Fredrik Algot Johansson  och hans hustru Karin och från 1955 gift med textilkonstnären Lil Erie Margareta Johansson samt bror till konstnären Erik Törning. Han studerade konst för Hjalmar Eldh vid Slöjdföreningens skola i Göteborg 1944–1946 och för Endre Nemes vid Valands målarskola 1947–1950 och under studieresor till Nederländerna, Frankrike, Spanien och Italien. Separat ställde han bland annat ut på Lorensbergs Konstsalong, Krognoshuset i Lund, Norrköpings konstmuseum, Göteborgs konsthall, Karlskoga konsthall och Konstnärshuset i Stockholm. Tillsammans med Berto Marklund ställde han ut i Norrköping och med Sven Deurell i Göteborg. Han deltog i Nationalmuseums Unga tecknare och Liljevalchs Stockholmssalonger, Grafiska sällskapet i Hamburg, Gottorp och Moskva  samt regelbundet i utställningar med Halmstads konstförening på Hallands museum. Bland hans offentliga arbeten märks en utsmyckning för Porthalla skola i Partille. Hans konst består av figurer, djur, mänskliga former och landskapsmotiv utförda i olja eller akvarell. Törning är representerad vid Moderna museet, Göteborgs konstmuseum, Kalmar konstmuseum, Malmö museum, Norrköpings Konstmuseum, Hallands konstmuseum och Göteborgs kommun.